# Прихватка

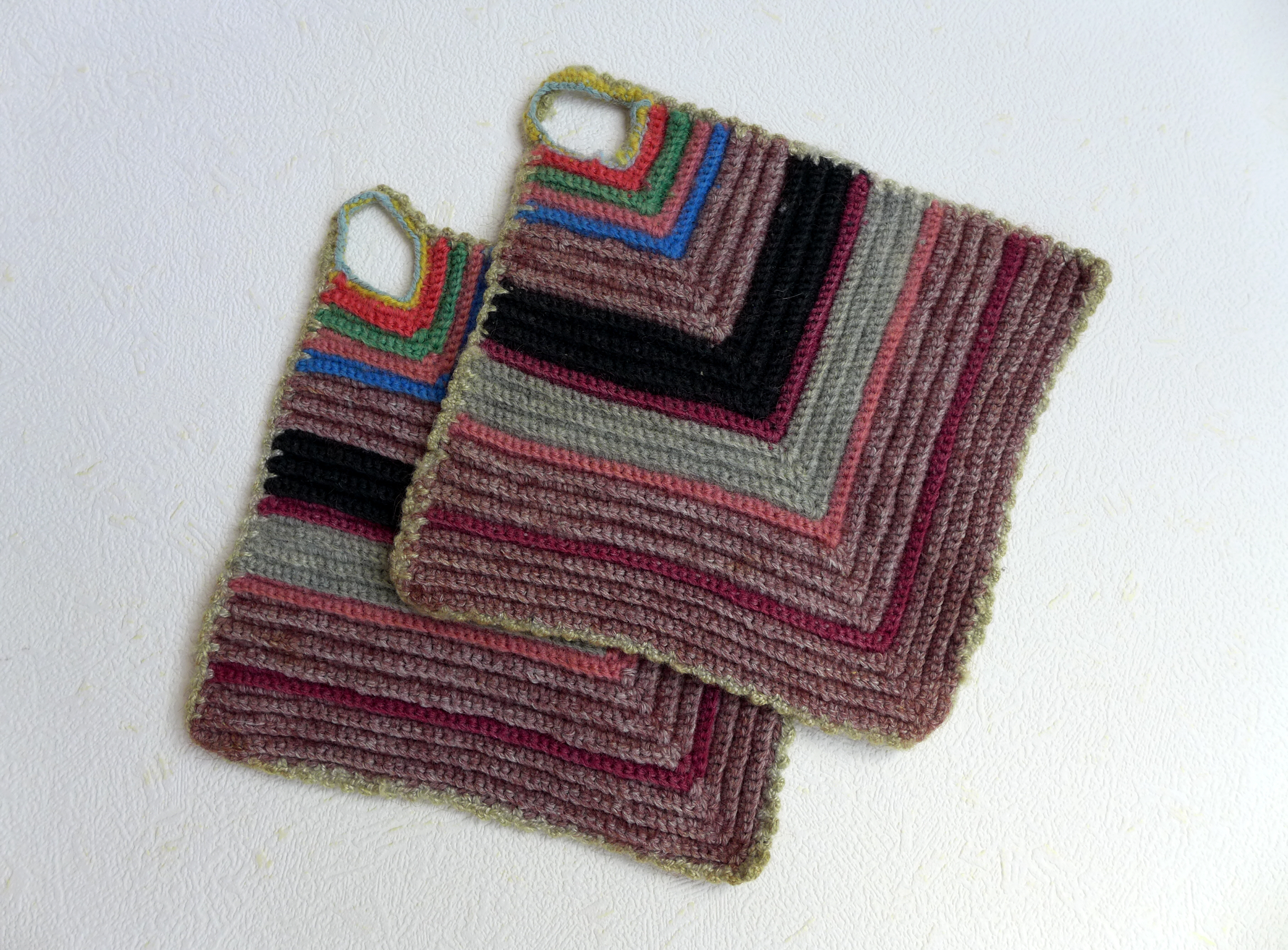
Вязаные прихватки

Прихва́тка — предмет кухонной утвари, применяемый для захвата чего-либо горячего, обычно в виде прямоугольного куска ткани. По назначению прихватки близки к кухонным рукавицам, но не надеваются на руку, а просто создают тепловой барьер между горячим предметом и рукой или поверхностью стола. Кроме чисто утилитарной функции, прихватка играет также роль как предмет прикладного искусства, объект рукоделия, подарок.

## Конструкция
Современные прихватки обычно или вязаные, или стёганые из нескольких слоёв хлопковой ткани, встречаются также изделия из силикона. Размер прихватки небольшой, по размеру кисти руки, форма типично квадратная. Иногда на одном или двух концах выполняются кармашки для концов пальцев, превращая прихватку в подобие рукавицы.

## История
Приспособления для удерживания горячих предметов столь же древни, как и термическая обработка пищи: изображения изогнутых деревянных прутьев, используемых для удерживания ёмкости при литье, встречаются на фресках в Фивах уже за 1500 лет до нашей эры. Однако, судя по всему, в современном виде прихватка существует недолго, около двухсот лет, с тех пор, как промышленная революция понизила цены на ткани относительно доходов. Образцы двухсотлетней давности в музеях очень тонки по сравнению с современными и вряд ли пригодны для использования на кухне.
Р. П. Мэнс обращает внимание на крайнюю редкость изображений каких-либо прихваток в древности и считает, что они применялись сравнительно нечасто: загрубевшие руки работавших женщин выдерживали большой диапазон температур — даже в конце XX века в развивающихся странах можно было наблюдать перемещение горячих предметов при готовке голыми руками или с использованием в качестве прихватки фартука. В случаях, когда на старых изображениях прихватки употребляются, они сделаны из дерева. Так, на древнегреческой вазе V века до н. э. девушка несёт сосуд с горячей водой, продев деревянную ручку в его отверстия, подобно современному ушату, средневековые рисунки также показывают в основном деревянные приспособления, хотя на них встречаются тряпки, которые в принципе могли бы быть использованы как прихватки. Использование матерчатых прихваток отсутствует в энциклопедии Дидро. Детальные интерьеры голландских художников XVII века изображают полотенца поблизости от тарелок, возможно употребляемые для удержания горячих блюд; первое изображение тряпки, похожей на прихватку, также встречается на картине этого периода.

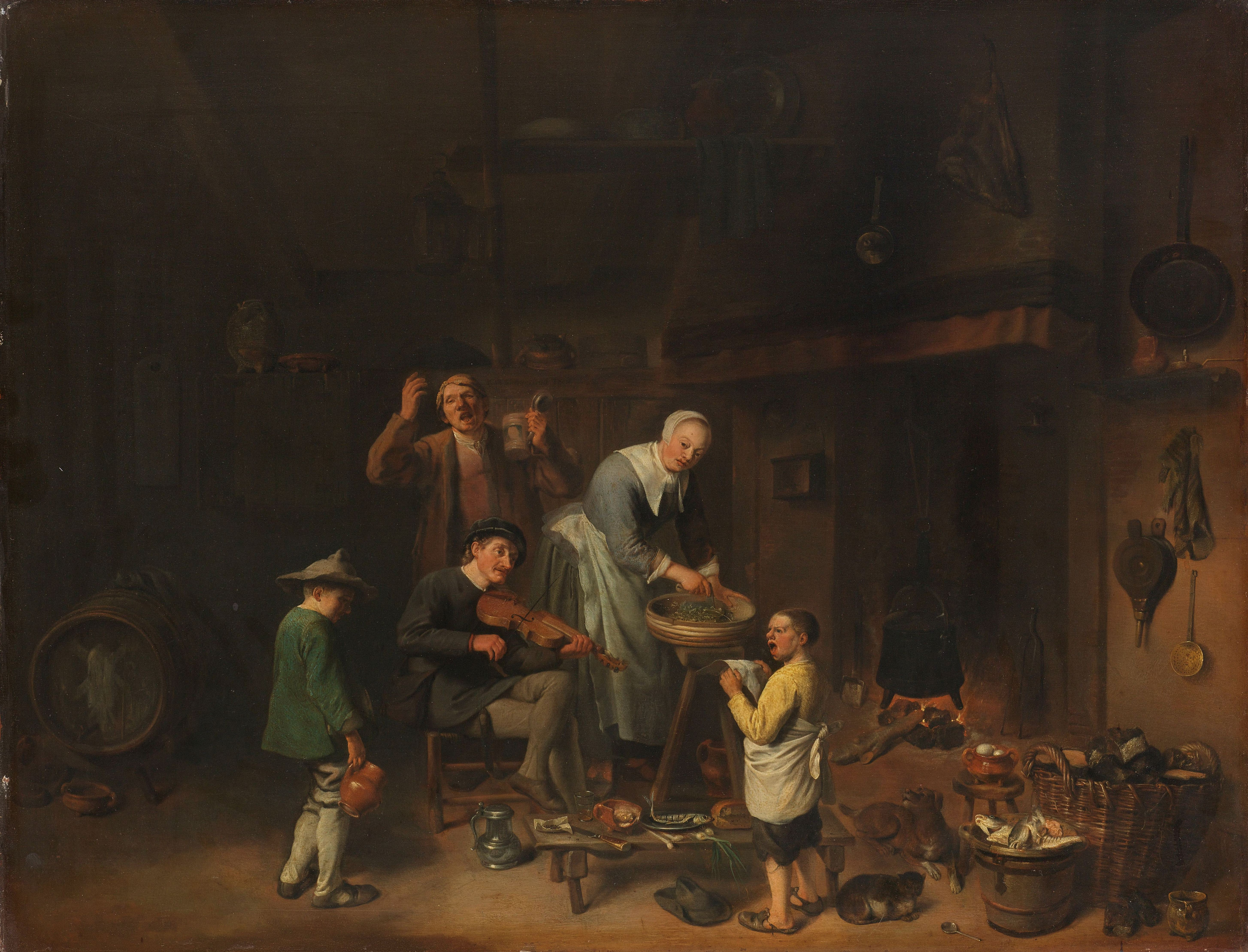
Возможная прихватка на голландском полотне золотого века (посередине у правого обреза над мехами). Картина «Поющая крестьянская семья», П. Я. Дуйфхуйзен или ван Слингеланд.

Зачастую прихватки использовались как культурный символ. Так, во времена аболиционизма в США их демонстрировали женщины, желавшие показать свою поддержку этому движению, идентифицировать себя с ним. Разноцветными прихватками пытались разнообразить свой быт напоминанием о национальной культуре  некоторые интернированные в США во время Второй Мировой войны японцы. Также иногда прихватки использовались в символике маскарада на Марди Гра у каджунов. 
Как популярный объект рукоделия прихватки появились в женских журналах в последние два десятилетия XIX века. Американская исследовательница истории технологий Rachel Maines объясняет такое запоздание тем, что богатые женщины того времени, читавшие подобные журналы, сами почти не готовили. Переход от примитивных тряпок к декоративным предметам проходил до 1930-х годов, образцы вначале публиковались в появившихся журналах для женщин среднего и рабочего класса. Это распространение, возможно, связано с резким удорожанием прислуги после Первой мировой войны и связанным с этим возросшим интересом состоятельных женщин к готовке — и украшению кухни рукоделием (при этом поначалу вязаные прихватки в основном предназначались для ручек чайников). Массовое распространение декоративных прихваток в США относится ко временам Великой депрессии, интерес продлился до 1960-х годов, после чего пошёл на спад.